# Tân Lập, Bắc Tân Uyên
Tân Lập là một xã thuộc huyện Bắc Tân Uyên, tỉnh Bình Dương, Việt Nam.

## Địa lý
Xã Tân Lập có diện tích 27,83 km², dân số năm 2021 là 3.862 người, mật độ dân số đạt 139 người/km².

## Hành chính
Xã Tân Lập được chia thành 5 ấp: 1, 2, 3, 4, 5.

## Lịch sử
Trước đây, Tân Lập là một xã thuộc huyện Tân Uyên cũ.
Ngày 29 tháng 12 năm 2013, Chính phủ ban hành Nghị quyết số 136/NQ-CP về việc chuyển xã Tân Lập thuộc huyện Tân Uyên cũ về huyện Bắc Tân Uyên mới thành lập quản lý.

## Kinh tế

### Nông nghiệp
Chủ yếu là trồng cao su chiếm đa số trong cơ cấu kinh tế của xã.

### Công nghiệp
Khai khoáng với diện tích mỏ cao lanh khoảng 50ha, có một vài xí nghiệp trên trú đóng trên địa bàn xã.

### Thương mại - dịch vụ
Kém phát triển do dân cư còn thưa thớt.